# San Antonio de Arriba
San Antonio de Arriba är en ort i Mexiko.   Den ligger i kommunen Balleza och delstaten Chihuahua, i den nordvästra delen av landet, 1 100 km nordväst om huvudstaden Mexico City. San Antonio de Arriba ligger 2 658 meter över havet och antalet invånare är 146.
Terrängen runt San Antonio de Arriba är lite kuperad. Runt San Antonio de Arriba är det mycket glesbefolkat, med 2 invånare per kvadratkilometer. Närmaste större samhälle är Puerto Tres Hermanos, 2,0 km öster om San Antonio de Arriba. I omgivningarna runt San Antonio de Arriba växer huvudsakligen savannskog.